# CSS Flexible Box布局
CSS Flexible Box布局俗称Flexbox，是一个CSS 3网页布局模型。它目前处于W3C的候选推荐（CR）阶段。CSS Flexible Box布局允许容器内的响应式元素根据屏幕或设备大小自动排列。

## 概念
大多数網頁是由HTML和CSS组合而成。HTML指定页面的内容和逻辑结构，而 CSS可以指定页面的外观，例如颜色、字体、格式、布局和样式。
CSS Flexible Box布局是一种指定HTML页面布局的特殊方式。

## 历史
截至2020年9月, 98.69% 的已安装浏览器（99.29%的桌面浏览器和100% 的移动浏览器）支持 CSS Flexible Box布局。